# エーリッヒ・ケストナー
エーリッヒ・ケストナー（Erich Kästner、 1899年2月23日 - 1974年7月29日）はドイツの詩人・作家である。

## 生涯

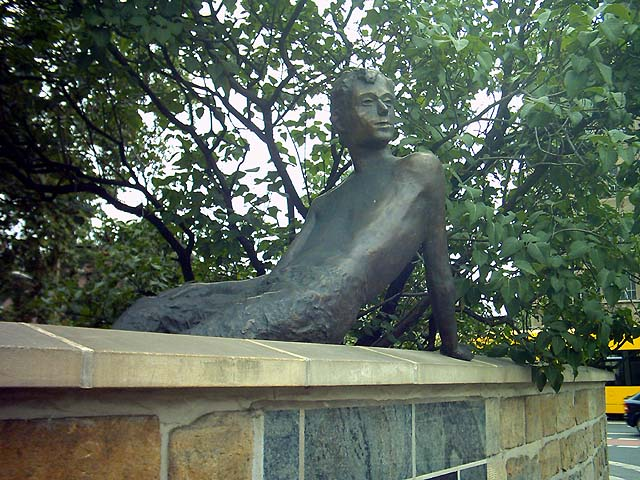
ドレスデンの記念館にあるケストナーのブロンズ像

ドレスデンのノイシュタットに生まれた。父エミール・ケストナーは鞄作りの手工業者だったが、産業工業化のあおりを受けて、工業労働者になり、母親イーダ（旧姓アウグスティーン）は夫の少ない労働賃金を補うため、理容師になる（『わたしが子どもだったころ』に詳細）。本当の父親はユダヤ人の主治医エミール・ツィンマーマン (Emil Zimmermann (1864–1953)) 博士で、不倫の子供であった、と言われているがケストナー本人はそれについて言及しておらず、また、その根拠の大多数が伝聞であることから、いまだ結論は出ていない。
教師になろうとして、教師を養成する専門のギムナジウム（中高一貫教育校）に入学。第一次世界大戦に兵士として召集される。命令と服従という関係しかなかった学校、軍隊に反発を感じ、大学進学を決める。ライプツィヒで学業の傍ら、新聞の編集委員をしながら、詩や、舞台批評を発表。空前のインフレの影響もあり、苦労して大学を卒業した後、ベルリンに出て詩人として認められた。
辛辣で、皮肉の強いパロディや、厭世的でシニカルな作品を多く発表する。また、恋愛を対象としたものも多い。1928年に発表した子供のための小説『エーミールと探偵たち』が好評で、次々と子供のための小説を執筆し、児童文学作家として世界的に有名になった。とりわけ、世界各国で何度も映画化された、同タイトルの映画は有名。ケストナー作品の挿絵は「エーミールと探偵たち」執筆と相前後して知り合った画家・イラストレーターのヴァルター・トリアー (de:Walter Trier 1890-1951) が多く手がけ、その関係はトリーアの死去まで続いた。
成人向けの文学作品でも健筆を振るった。ベルリンの荒廃を描いた『ファビアン あるモラリストの物語』（1931年）は第二次世界大戦世代の日本の作家たち（織田作之助、吉行淳之介、開高健など）に、好意的に読まれ、子供のためだけではない小説家としての顔を見せている。
自由主義・民主主義を擁護し、ファシズムを非難していたため、ナチスが政権を取ると、政府によって詩・小説､ついで児童文学の執筆を禁じられた。ケストナーは父方を通じてユダヤ人の血を引いていたが、「自分はドイツ人である」という誇りから、亡命を拒み続けて偽名で脚本などを書き続け､スイスの出版社から出版した。ナチス政権によって自分の著作が焚書の対象となった際にはわざわざ自分の著書が焼かれるところを見物しにいったという大胆なエピソードがある。ナチスもケストナーを苦々しく思っていたが、拘束などの強硬な手段を取るにはケストナーに人気があり過ぎ、逆に民衆の反発を買う恐れがあったため、ケストナーの著書を焚書にした際、子供たちに配慮して児童文学だけは見逃したり、変名でケストナーが脚本を書いた映画『ほら男爵の冒険』を制作したりしている。一方でベンヤミンを含む、マルキシズムの立場からは、政治的に立脚点が無く、その理想は、プチブルジョアのための慰めでしかない、という批判を受ける。
戦後は初代西ドイツペンクラブ会長としてドイツ文壇の中心的人物になった。ちなみにドレスデンにいたケストナーの母親とは戦後の東西ドイツ分断で離れ離れになってしまったが、東ドイツ政府もケストナーが反ナチを貫いた事を高く評価、母親を手厚く保護したという。1960年、『わたしが子どもだったころ』で優れた子供の本に贈られる第3回国際アンデルセン賞を受賞した。
長年ルイーゼロッテ・エンダーレという女性と生涯ともに暮らしていたが、内縁関係のままで生涯結婚する事はなかった。ちなみに『ふたりのロッテ』の主人公である双子の姉妹（ルイーゼとロッテ）は、この内縁の妻の名を分けて名付けたことで知られている。
ケストナーは1974年7月29日に死去し、ルイーゼロッテとともにボーゲンハウゼン墓地に埋葬されている。
ノーベル文学賞の候補者が公表されている1971年以前に6度（7人から）ノミネートされていた（一方自身が他の文学者を推薦したことも3度ある）。

## 主要作品

### 子供向け
- エーミールと探偵たち（1929年） - ドイツを中心に何度も映画化されている。
- 点子ちゃんとアントン（1931年） - ドイツで1953年と1999年の2度映画化されている。
- 五月三十五日（1932年） - 木馬座が子供向け人形劇として上演していた。
- 飛ぶ教室（1933年） - ドイツで4回映画化されている。
- エーミールと三人のふたご（1935年） - 「エーミールと探偵たち」の後日譚。
- ふたりのロッテ（1949年） - ドイツを中心に何度も映画化されている。劇団四季が子供向けのミュージカルとして上演している。後に『わたしとわたし ふたりのロッテ』としてアニメ化。
- 動物会議[注釈 1]（1949年） - 光吉夏弥訳では「どうぶつ――」と改題。『SOSこちら地球』として日本でアニメ映画化、『アドベンチャー・イン・アフリカ』（別題：どうぶつ会議）としてドイツで映画化。
- わたしが子どもだったころ（1957年） - 自伝。池田香代子訳では「ぼくが――」と改題。
- サーカスの小びと（1963年）
- サーカスの小人とおじょうさん（1967年） - 「サーカスの小びと」の後日譚。

### 大人向け
- ファビアン あるモラリストの物語（1931年） - 2021年に『さよなら、ベルリン またはファビアンの選択について』として映画化。
- 雪の中の三人男（1934年）
- 消え失せた密画（1935年）
- 一杯の珈琲から（1938年）
- ケストナーの「ほら吹き男爵」 - 1943年にウーファによって『ほら男爵の冒険』として映画化。キャプションでは偽名で登場し、ゲッベルスの怒りを買ったと言われている。[要出典]

### 詩集
- 腰の上の心臓（1928年）
- 鏡の中の騒音（1929年）
- ある男が通告する（1930年）
- 椅子の間の唱歌（1932年）
- 簡潔に
- 日々の雑貨
- 人生処方詩集
- 自著一覧